# روبرت سمولبونز
روبرت تاونسند سمولبونز 19 مارس 1884 - 29 مايو 1976)كان دبلوماسيًا بريطانيًا وصاحب أعمال خيرية ررتب إصدار تأشيرات دخول لليهود المضطهدين في ألمانيا قبل الحرب العالمية الثانية وزار معسكرات الاعتقال النازية للمطالبة بالإفراج عن السجناء. اعتُرف به بعد وفاته كبطل بريطاني من أبطال المحرقة النازية في عام 2013.

## حياته المبكرة
روبرت سمولبونز هو الابن الثاني لبول سمولبونز.
تلقى تعليمه في كلية الثالوث الأقدس بأكسفورد وحصل على درجة الماجستير في الآداب.

## الخدمة القنصلية
انضم سمولبونز إلى وزارة الخارجية البريطانية (السلك القنصلي) في 13 أكتوبر 1910، وعمل نائباً للقنصل في غرب إفريقيا البرتغالية (أنغولا الحالية)، حيث كان نشطاً في العمل على إنهاء العبودية. وفي 24 ديسمبر 1914 عُيِّن قنصلاً في ستافنجر بالنرويج. عُيِّن سمولبونز عضواً في وسام الإمبراطورية البريطانية في وسام شرف عيد ميلاد عام 1918. وفي 11 يناير 1920، عُين قنصلاً بريطانياً لولاية بافاريا، وأقام في ميونيخ بألمانيا، ثم عُين في 16 يوليو 1922 قنصلاً لسلوفاكيا وروثينيا، وأقام في براتيسلافا، وكان خلال هذه الفترة مندوباً لبريطانيا في لجنة الدوناو.

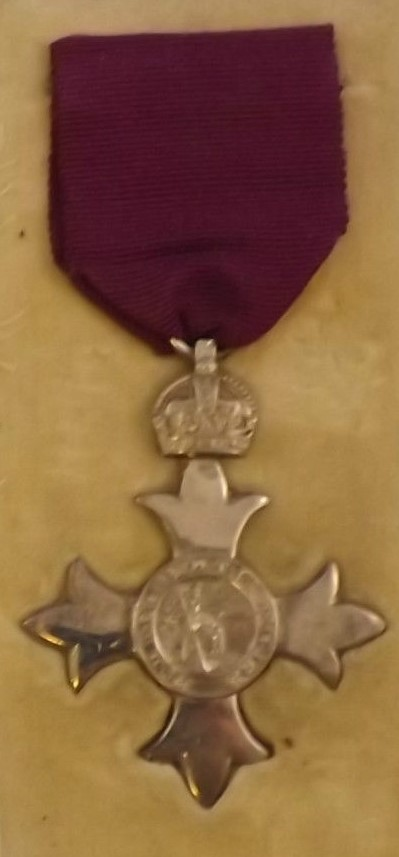
عضو في وسام الإمبراطورية البريطانية

كان يُعرف في وزارة الخارجية في لندن باسم ”بونز“ وقد أفسد العلاقات بانتقاداته الصريحة لسياسة الحكومة السلوفاكية ضد الأقليات، وفي عامي 1923 و 1924 قام بجولات واسعة النطاق في سلوفاكيا وروثينيا الكارباتية لتقديم تقرير إلى لندن عن الوضع.
عُيّن سمولبونز قنصلاً لجمهورية ليبيريا، وأقام في مونروفيا في 5 يناير 1926، ثم عين قنصلاً لجمهورية غرب أفريقيا البرتغالية، وأقام في لواندا اعتباراً من 11 أغسطس 1927، ثم عين قنصلاً لبانوفينا في درافيسكا وسافاكا وبريمورسكا، وأقام في زغرب من 21 يونيو 1931.
وقد تمت ترقيته بعد نجاحه في زغرب وتعيينه قنصلاً عاماً في فرانكفورت بألمانيا عام 1932، وذلك قبيل وصول الحزب النازي إلى السلطة. حافظ سمولبونز على منصبه خلال السنوات الصعبة التي سبقت الحرب، وفي سبتمبر 1939، عند اندلاع الحرب العالمية الثانية، تم إجلاؤه مع جميع الموظفين الدبلوماسيين البريطانيين. بعد ليلة الكريستال النازية في نوفمبر 1938، عمل على مساعدة اليهود المضطهدين، ومنحهم تأشيرات سفر تمكنهم من مغادرة ألمانيا النازية مستغلًا الفرص التي أتاحها النظام وبعض الفرص التي لم يسمح بها. ذُكر في جريدة جويش كرونيكل بأنه ”الدبلوماسي الذي واجه الجستابو“، لزيارته معسكرات الاعتقال النازية للمطالبة بالإفراج عن اليهود.[وقد وفر ملجأً لمئات الأشخاص اليهود في مقر إقامته الرسمي]، وقد مكّن نظام التأشيرات الأشخاص من الحصول على ملجأ في بريطانيا لمدة عامين قبل الذهاب إلى الولايات المتحدة؛ وقد وافقت عليه الحكومة البريطانية دون دعاية ودون موافقة محددة من البرلمان. في أكتوبر 1939، أحصت الحكومة البريطانية أنه أنقذ 48,000 شخص وكان بصدد إصدار أوراق لـ 50,000 شخص آخر عندما اندلعت الحرب.

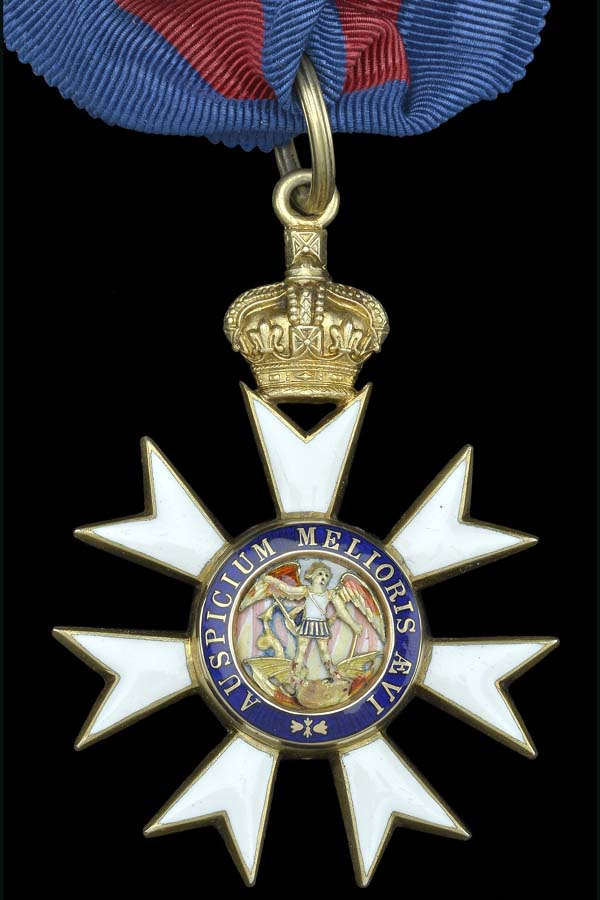
جائزة CMG

تم توثيق أنشطته في مساعدة اليهود من قِبل الجستابو وتم ذكر اسمه في الكتاب الأسود (”قائمة البحث الخاصة ببريطانيا العظمى“)، وهي قائمة بأسماء السكان البريطانيين البارزين الذين سيتم اعتقالهم عند نجاح غزو ألمانيا النازية لبريطانيا في عام 1940. احتوى الكتاب الأسود على أسماء 2,820 شخصًا - من الرعايا البريطانيين والمنفيين الأوروبيين - الذين كانوا يعيشون في بريطانيا، والذين كان من المقرر اعتقالهم فور نجاح عملية ”أسد البحر“، وهي غزو بريطانيا العظمى.
في عام 2013، مُنح سمولبونز بعد وفاته ميدالية البطل البريطاني للهولوكوست .

## سنوات الحرب
أبحرت عائلة سمولبونز من لندن على متن سفينة الركاب SS Avila Star في 20 ديسمبر 1939 متجهة إلى البرازيل، ومن 11 يناير 1940 حتى تقاعده في عام 1945 كان قنصلاً عاماً في ساو باولو في البرازيل.
تم تعيين سمولبونز رفيقًا في وسام القديس ميخائيل والقديس جورج في 2 يونيو 1943 لخدمته كقنصل عام في ساو باولو.
بعد تقاعده في عام 1945، استقر سمولبونز وزوجته في البرازيل وكانا يزوران إنجلترا أحيانًا.

## الأوسمة والجوائز
- رفيق وسام القديس ميخائيل والقديس جورج في يونيو 1943 بصفته القنصل العام في ساو باولو. [1]
- عضو في وسام الإمبراطورية البريطانية في يناير 1918 كنائب قنصل في ستافنجر، النرويج.
- بطل بريطاني في الهولوكوست ، بعد وفاته في عام 2013.

## إحياء ذكرى

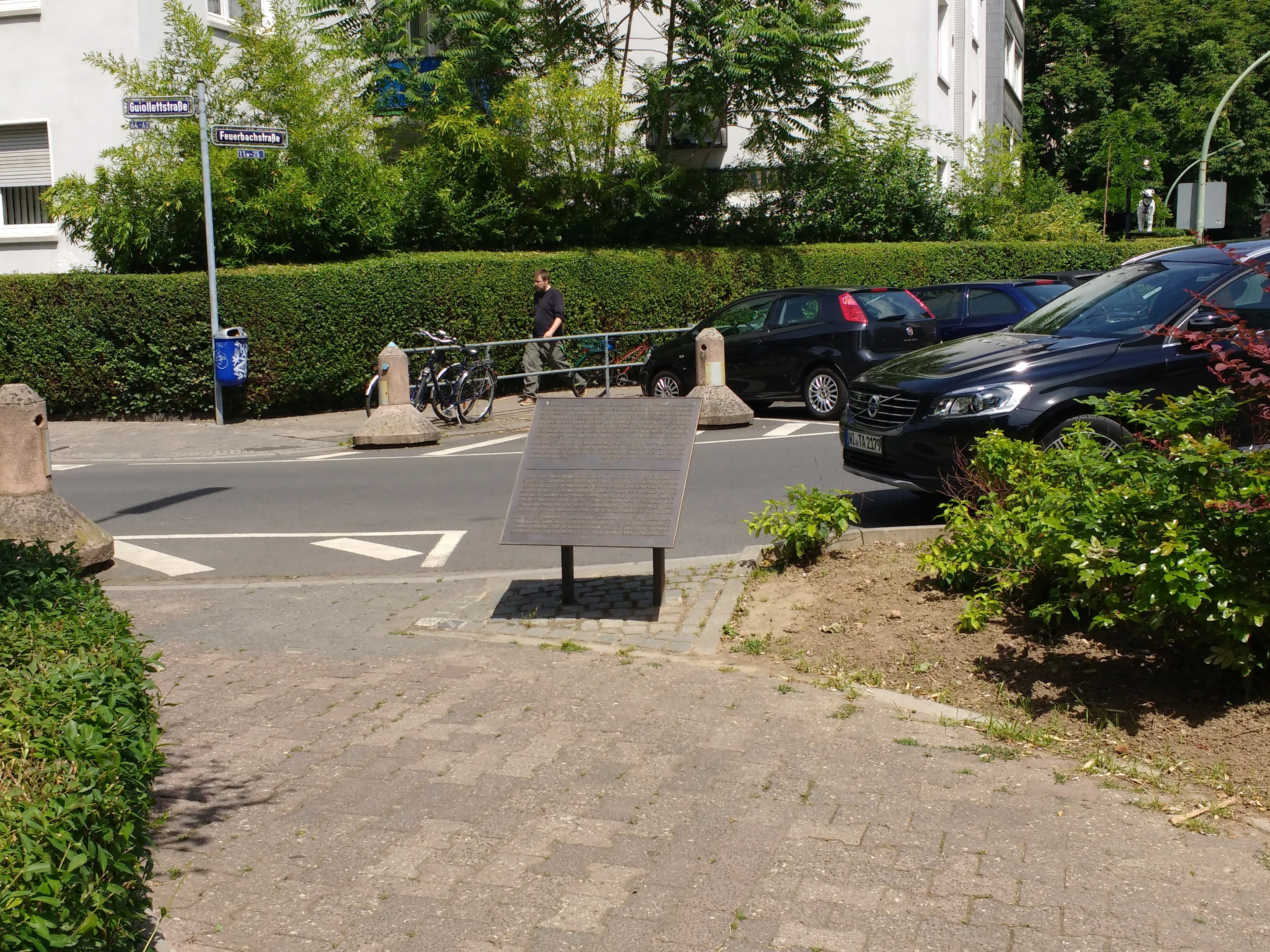
تخلد اللوحة الموجودة في فرانكفورت المساعدة التي قدمها الدبلوماسيان البريطانيان سمولبونز ودودن لليهود من قنصليتهما لتمكينهم من الفرار من ألمانيا النازية.

تم الكشف عن لوحة تذكارية في وزارة الخارجية وشؤون الكومنولث في لندن في 20 نوفمبر 2008، تحمل اسمه وسبعة دبلوماسيين بريطانيين آخرين عملوا على مساعدة اللاجئين اليهود.
في عام 2013، قام جون بيركو، رئيس مجلس العموم، بإزاحة الستار عن لوحة تذكارية لسمولبونز ونائبه آرثر دودين على اللوحة الخضراء المواجهة لمقبرة جولدرز جرين اليهودية، وهي واحدة من أكبر المقابر اليهودية في لندن؛ كما تم تكريم دودين كبطل بريطاني من أبطال الهولوكوست في عام 2013. تم إزاحة الستار عن لوحة مماثلة بحضور السفير البريطاني لدى ألمانيا آنذاك، سايمون ماكدونالد، وعمدة فرانكفورت، بيتر فيلدمان في موقع القنصلية العامة البريطانية السابقة في فرانكفورت.